# Melkvet
Melkvet is het vette bestanddeel in melk. Melk en melkproducten worden ingedeeld naar de hoeveelheid melkvet in het product. Bijvoorbeeld volle melk, halfvolle melk, enz. Door de overheid is melkstandaardisatie ingevoerd, hierbij is precies geregeld hoeveel melkvet een product bevat. Het afgescheiden vet uit melk wordt room genoemd. Melkvet bevat een hoog gehalte aan verzadigde vetten. 
De melkprijs hangt af van de hoeveelheid melkvet in de rauwe melk. Veeverbeteringsprogramma's houden daarom onder andere rekening met de overerfbaarheid van het melkvetgehalte en het melkvolume bij fokstier